# Bondbrud

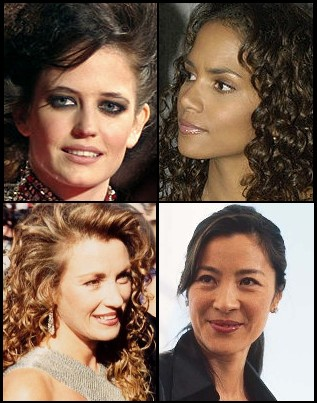
Medurs från övre vänstra hörnet: Eva Green, Halle Berry, Michelle Yeoh och Jane Seymour

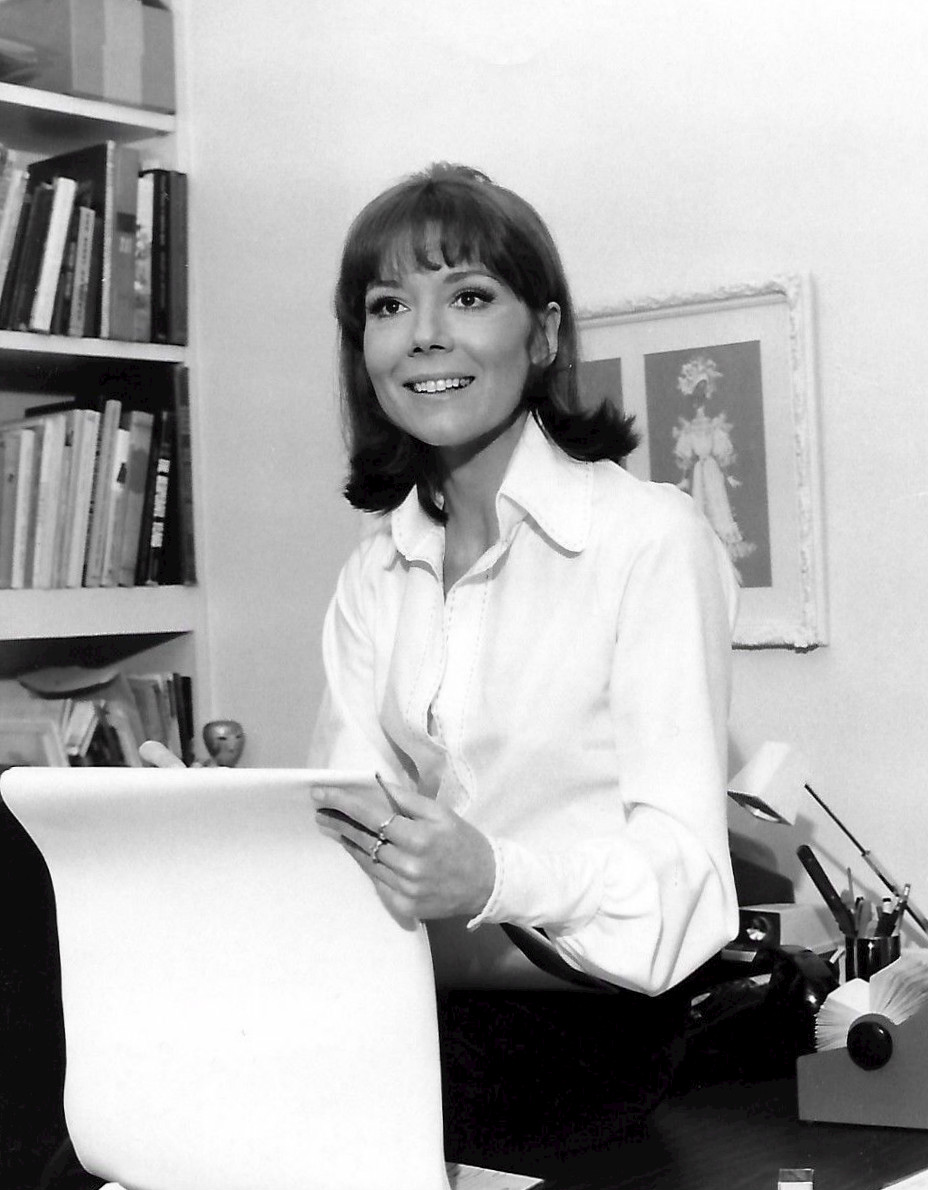
Diana Rigg

Bondbrudar (engelska: Bond Girls) kallas de kvinnliga rollfigurer i James Bondfilmerna som har romantiska affärer med huvudpersonen. Vanligtvis brukar man undanta Miss Moneypenny (och nu också den kvinnliga M). 
De flesta Bondbrudar hör till någon av följande kategorier, eller växlar mellan dem:
- Ett brottsoffer som räddas av James Bond, oftast tidigt i romanen/filmen.
- En agentkollega.
- En skurk eller en medlem av en fientlig organisation.

När författaren Roald Dahl fick i uppdrag att skriva manuset till Man lever bara två gånger fanns de tre kategorierna till och med uppräknade bland de andra riktlinjerna.
Det har blivit vanligare i de senare filmerna, samt i parodier som Austin Powers-filmer, att Bondbrudarna har erotiska namn. Den trenden började med Pussy Galore i Goldfinger (1964), även om Honey Rider i Agent 007 med rätt att döda (1962) är en mildare variant.
Olika försök har gjorts att hitta alternativa namn för den här typen av rollfigur – framför allt i engelskan där man talar om Bond Girls. Namnet är dock alltför etablerat, och många skådespelare ser det numera som en ära att få tillhöra skaran Bondbrudar.
Historiska analyser har gjorts omkring de olika Bondbrudarnas prestationer och tropens roll i James Bond-universumet. Det anses att samhällsförändringar och ändrade könsroller lett till att Bondbruden från 1960-talet och till 2000-talet utbytt flera egenskaper med James Bond och de andra männen i filmerna.

## Officiella Bondbrudar
| Film                              | År   | James Bond     | Bondbrud                       | Skådespelare         |
| --------------------------------- | ---- | -------------- | ------------------------------ | -------------------- |
| Agent 007 med rätt att döda       | 1962 | Sean Connery   | Honey Ryder                    | Ursula Andress       |
| Agent 007 med rätt att döda       | 1962 | Sean Connery   | Sylvia Trench                  | Eunice Gayson        |
| Agent 007 med rätt att döda       | 1962 | Sean Connery   | Miss Taro                      | Zena Marshall        |
| Agent 007 ser rött                | 1963 | Sean Connery   | Tatiana Romanova               | Daniela Bianchi      |
| Agent 007 ser rött                | 1963 | Sean Connery   | Sylvia Trench                  | Eunice Gayson        |
| Agent 007 ser rött                | 1963 | Sean Connery   | Vida                           | Aliza Gur            |
| Agent 007 ser rött                | 1963 | Sean Connery   | Zora                           | Martine Beswick      |
| Goldfinger                        | 1964 | Sean Connery   | Jill Masterson                 | Shirley Eaton        |
| Goldfinger                        | 1964 | Sean Connery   | Tilly Masterson                | Tania Mallet         |
| Goldfinger                        | 1964 | Sean Connery   | Pussy Galore                   | Honor Blackman       |
| Goldfinger                        | 1964 | Sean Connery   | Bonita                         | Nadja Regin          |
| Goldfinger                        | 1964 | Sean Connery   | Dink                           | Margaret Nolan       |
| Åskbollen                         | 1965 | Sean Connery   | Dominique "Domino" Derval      | Claudine Auger       |
| Åskbollen                         | 1965 | Sean Connery   | Fiona Volpe                    | Luciana Paluzzi      |
| Åskbollen                         | 1965 | Sean Connery   | Patricia Fearing               | Molly Peters         |
| Åskbollen                         | 1965 | Sean Connery   | Paula Caplan                   | Martine Beswick      |
| Åskbollen                         | 1965 | Sean Connery   | La Porte                       | Maryse Guy Mitsouko  |
| Man lever bara två gånger         | 1967 | Sean Connery   | Aki                            | Akiko Wakabayashi    |
| Man lever bara två gånger         | 1967 | Sean Connery   | Kissy Suzuki                   | Mie Hama             |
| Man lever bara två gånger         | 1967 | Sean Connery   | Ling                           | Tsai Chin            |
| I hennes majestäts hemliga tjänst | 1969 | George Lazenby | Tracy Bond (Teresa di Vicenzo) | Diana Rigg           |
| I hennes majestäts hemliga tjänst | 1969 | George Lazenby | Nancy                          | Catherina von Schell |
| I hennes majestäts hemliga tjänst | 1969 | George Lazenby | Ruby Bartlett                  | Angela Scoular       |
| Diamantfeber                      | 1971 | Sean Connery   | Tiffany Case                   | Jill St. John        |
| Diamantfeber                      | 1971 | Sean Connery   | Plenty O'Toole                 | Lana Wood            |
| Leva och låta dö                  | 1973 | Roger Moore    | Solitaire                      | Jane Seymour         |
| Leva och låta dö                  | 1973 | Roger Moore    | Rosie Carver                   | Gloria Hendry        |
| Leva och låta dö                  | 1973 | Roger Moore    | Miss Caruso                    | Madeline Smith       |
| Mannen med den gyllene pistolen   | 1974 | Roger Moore    | Mary Goodnight                 | Britt Ekland         |
| Mannen med den gyllene pistolen   | 1974 | Roger Moore    | Andrea Anders                  | Maud Adams           |
| Mannen med den gyllene pistolen   | 1974 | Roger Moore    | Saida                          | Carmen Sautoy        |
| Älskade spion                     | 1977 | Roger Moore    | Anya Amasova (Agent XXX)       | Barbara Bach         |
| Älskade spion                     | 1977 | Roger Moore    | Naomi                          | Caroline Munro       |
| Älskade spion                     | 1977 | Roger Moore    | Unnamed blonde agent           | Sue Vanner           |
| Älskade spion                     | 1977 | Roger Moore    | Felicca                        | Olga Bisera          |
| Moonraker                         | 1979 | Roger Moore    | Holly Goodhead                 | Lois Chiles          |
| Moonraker                         | 1979 | Roger Moore    | Corinne Dufour                 | Corinne Cléry        |
| Moonraker                         | 1979 | Roger Moore    | Manuela                        | Emily Bolton         |
| Ur dödlig synvinkel               | 1981 | Roger Moore    | Melina Havelock                | Carole Bouquet       |
| Ur dödlig synvinkel               | 1981 | Roger Moore    | Lisl von Schlaf                | Cassandra Harris     |
| Ur dödlig synvinkel               | 1981 | Roger Moore    | Bibi Dahl                      | Lynn-Holly Johnson   |
| Octopussy                         | 1983 | Roger Moore    | "Octopussy"                    | Maud Adams           |
| Octopussy                         | 1983 | Roger Moore    | Magda                          | Kristina Wayborn     |
| Levande måltavla                  | 1985 | Roger Moore    | Stacey Sutton                  | Tanya Roberts        |
| Levande måltavla                  | 1985 | Roger Moore    | May Day                        | Grace Jones          |
| Levande måltavla                  | 1985 | Roger Moore    | Pola Ivanova                   | Fiona Fullerton      |
| Levande måltavla                  | 1985 | Roger Moore    | Kimberley Jones                | Mary Stavin          |
| Levande måltavla                  | 1985 | Roger Moore    | Jenny Flex                     | Alison Doody         |
| Iskallt uppdrag                   | 1987 | Timothy Dalton | Kara Milovy                    | Maryam d'Abo         |
| Iskallt uppdrag                   | 1987 | Timothy Dalton | Linda                          | Kell Tyler           |
| Tid för hämnd                     | 1989 | Timothy Dalton | Lupe Lamora                    | Talisa Soto          |
| Tid för hämnd                     | 1989 | Timothy Dalton | Pam Bouvier                    | Carey Lowell         |
| GoldenEye                         | 1995 | Pierce Brosnan | Natalya Simonova               | Izabella Scorupco    |
| GoldenEye                         | 1995 | Pierce Brosnan | Xenia Onatopp                  | Famke Janssen        |
| GoldenEye                         | 1995 | Pierce Brosnan | Caroline                       | Serena Gordon        |
| Tomorrow Never Dies               | 1997 | Pierce Brosnan | Paris Carver                   | Teri Hatcher         |
| Tomorrow Never Dies               | 1997 | Pierce Brosnan | Wai Lin                        | Michelle Yeoh        |
| Tomorrow Never Dies               | 1997 | Pierce Brosnan | Prof. Inga Bergstrom           | Cecilie Thomsen      |
| Världen räcker inte till          | 1999 | Pierce Brosnan | Elektra King                   | Sophie Marceau       |
| Världen räcker inte till          | 1999 | Pierce Brosnan | Christmas Jones                | Denise Richards      |
| Världen räcker inte till          | 1999 | Pierce Brosnan | Dr. Molly Warmflash            | Serena Scott Thomas  |
| Die Another Day                   | 2002 | Pierce Brosnan | Giacinta "Jinx" Johnson        | Halle Berry          |
| Die Another Day                   | 2002 | Pierce Brosnan | Miranda Frost                  | Rosamund Pike        |
| Die Another Day                   | 2002 | Pierce Brosnan | "Peaceful Fountains of Desire" | Rachel Grant         |
| Casino Royale                     | 2006 | Daniel Craig   | Vesper Lynd                    | Eva Green            |
| Quantum of Solace                 | 2008 | Daniel Craig   | Camille                        | Olga Kurylenko       |
| Quantum of Solace                 | 2008 | Daniel Craig   | Strawberry Fields              | Gemma Arterton       |
| Skyfall                           | 2012 | Daniel Craig   | Sévérine                       | Bérénice Marlohe     |
| Spectre                           | 2015 | Daniel Craig   | Madeleine Swann                | Léa Seydoux          |
| No Time to Die                    | 2021 | Daniel Craig   | Dr. Madeleine Swann            | Léa Seydoux          |
| No Time to Die                    | 2021 | Daniel Craig   | Paloma                         | Ana de Armas         |
| No Time to Die                    | 2021 | Daniel Craig   | Naomi (007)                    | Lashana Lynch        |

## Övriga Bondbrudar
| Film                  | År   | James Bond   | Bondbrud                                                | Skådespelare                              |
| --------------------- | ---- | ------------ | ------------------------------------------------------- | ----------------------------------------- |
| Casino Royale         | 1967 | David Niven  | Vesper Lynd/007 Mata Bond Agent Mimi/Lady Fiona McTarry | Ursula Andress Joanna Pettet Deborah Kerr |
| Never Say Never Again | 1983 | Sean Connery | Fatima Blush Domino Petachi                             | Bárbara Carrera Kim Basinger              |

## Svenska bondbrudar
- Britt Ekland
- Maud Adams – den enda skådespelerska som spelat två olika bondbrudar
- Izabella Scorupco
- Kristina Wayborn
- Mary Stavin
- Eva Green - har fransk mamma och svensk pappa

## Bondbrudar iIan Flemingsböcker
| Bok                               | Bondbrud |
| --------------------------------- | --- |
| Casino Royale                     | Vesper Lynd |
| Leva och låta dö                  | Solitaire |
| Attentat                          | Gala Brand |
| Döden spelar falskt               | Tiffany Case |
| Kamrat Mördare                    | Tatiana Romanova |
| Döden på Jamaica                  | Honeychile Rider |
| Goldfinger                        | Pussy Galore |
| Ur dödlig synvinkel               | Mary Ann Russel (Den försvunna ordonnansen), Judy Havelock (M:s privata hämnd), Lisl Daum (Den riskiga affären), Fidele Barbey (Hildebrandrariteten), ingen (Quantum of Solace) |
| Åskbollen                         | Domino Vitali |
| Älskade spion                     | Vivienne Michel |
| I Hennes Majestäts hemliga tjänst | Teresa "Tracy" di Vicenzo |
| Man lever bara två gånger         | Kissy Suzuki |
| Mannen med den gyllene pistolen   | Mary Goodnight |
| Octopussy                         | ingen (Octopussy), ingen (Property of a lady), ingen (Knäck för livet) |

## Bondbrudar i de övriga författarnas böcker
Se även Kingsley Amis, John Gardner och Raymond Benson, samt de individuella böckerna.
| Bok                         | Bondbrud                        |
| --------------------------- | ------------------------------- |
| Överste Sun                 | Ariadne Alexandrou              |
| Med rätt att döda           | Lavender Peacock                |
| Specialuppdrag för 007      | Cedar Leiter                    |
| Iskallt för 007             | Paula Vacker                    |
| Role of honour              | Cindy Chalmer, Percephone Proud |
| Nobody lives for ever       | Sukie Tempesta                  |
| No deals, Mr Bond           | Ebbie Heritage                  |
| Scorpius                    | Harriet Horner                  |
| Win, lose or die            | Beatrice Maria da Ricci         |
| Tid för hämnd               | Pam Bouvier                     |
| Brokenclaw                  | Chi-Chi                         |
| The man from Barbarossa     | Stephanie Adoré                 |
| Death is forever            |                                 |
| Never send flowers          | Fredericka von Grüsse           |
| Seafire                     |                                 |
| Cold                        |                                 |
| Zero minus ten              | Sunni Pei                       |
| The facts of death          |                                 |
| High time to kill           |                                 |
| Doubleshot                  |                                 |
| Never dream of dying        |                                 |
| The man with the red tattoo |                                 |